# Lipinia vittigerum
Lipinia vittigerum är en ödleart. Lipinia vittigerum ingår i släktet Lipinia och familjen skinkar.

## Underarter
Arten delas in i följande underarter:
- L. v. vittigerum
- L. v. microcercum